# Watonwan County
Watonwan County is een county in de Amerikaanse staat Minnesota.
De county heeft een landoppervlakte van 1.125 km² en telt 11.876 inwoners (volkstelling 2000). De hoofdplaats is Saint James.

## Bevolkingsontwikkeling

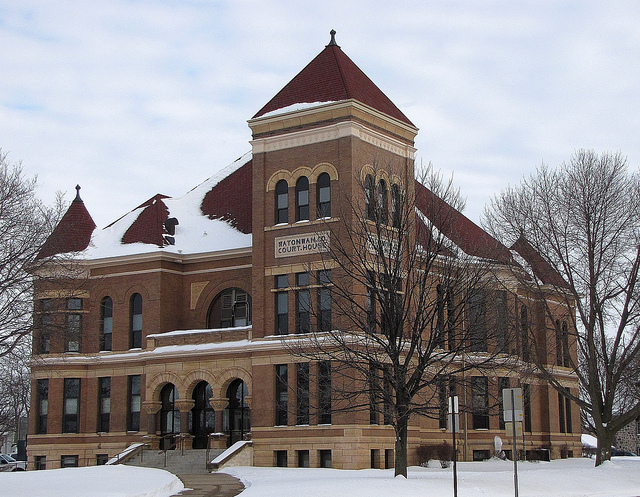
Watonwan County Courthouse